# Klisa (żupania osijecko-barańska)
Klisa – wieś w Chorwacji, w żupanii osijecko-barańskiej, w mieście Osijek. W 2011 roku liczyła 324 mieszkańców.